# 卡梅罗斯新镇
卡梅罗斯新镇，是西班牙拉里奥哈自治区的一个市镇。总面积19平方公里，总人口125人（2001年），人口密度7人/平方公里。